# Casacoima
Casacoima est l'une des quatre municipalités de l'État de Delta Amacuro au Venezuela. Son chef-lieu est Sierra Imataca. En 2011, la population s'élève à 29 555 habitants.

## Géographie

### Subdivisions
La municipalité est divisée en cinq paroisses civiles avec chacune à sa tête une capitale (entre parenthèses) : 
- Imataca (Sierra Imataca) ;
- Cinco de Julio (La Masa de Moriche) ;
- Juan Bautista Arismendi (Piacoa) ;
- Manuel Piar (El Triunfo) ;
- Rómulo Gallegos (Santa Catalina).